# Cyanide (песня)
«Cyanide» (с англ. — «Цианид») —  третий сингл американской метал-группы Metallica из девятого студийного альбома Death Magnetic.  Позже песню стало возможным купить как цифровой сингл в ITunes Store.
На живом выступлении песня первый раз игралась на фестивале Ozzfest в Далласе, Техас. Также песня игралась в Британском телевизионном шоу Later...With Jools Holland в 2008 году.

## Список композиций
iTunes сингл
- Cyanide — 06:39

## Позиция в чартах
«Cyanide» стала седьмой песней группы, которая заняла первую строчку в Billboard Hot Mainstream Rock Tracks в марте 2009 года. Песня была успешной во всем мире, заняв двадцатые места в Канаде, Финляндии, Норвегии и Швеции, также попала в топ пятидесяти в Австралии, Великобритании и Ирландии.
| Чарт (2008)                               | Наивысшая позиция |
| ----------------------------------------- | ----------------- |
| Australian ARIA Singles chart             | 48                |
| Canadian Hot 100                          | 19                |
| Danish Singles Chart                      | 23                |
| Finnish Singles Chart                     | 3                 |
| Irish Singles Chart                       | 48                |
| Norwegian Singles Chart                   | 15                |
| Swedish Singles Chart                     | 14                |
| UK Singles Chart                          | 48                |
| U.S. Billboard Hot 100                    | 50                |
| U.S. Billboard Hot Mainstream Rock Tracks | 1                 |
| U.S. Billboard Modern Rock Tracks         | 19                |

## Участники записи
- Джеймс Хетфилд — вокал, ритм-гитара
- Ларс Ульрих — ударные
- Кирк Хэммет — соло-гитара
- Роберт Трухильо — бас-гитара